# 노무현과 바보들
《노무현과 바보들》은 대한민국의 다큐멘터리 영화로, 2019년 노무현 대통령 서거 10주기를 앞두고 개봉하였다. 3년간의 기획을 통해 80여 명의 인터뷰이들이 함께 모여 부림 사건, 국민참여경선, 대통령 당선의 순간과 함께 거듭된 위기와 서거, 그리고 2019년까지의 이야기를 담았다.

## 출연

### 주연
- 노무현

## 기타
- 프로듀서: 손현욱
- 조명: 노상태
- 기록: 한차현
- 녹음: 강준영
- 음악감독: 송일경
- 광고디자인: 김영숙
- 광고디자인: 정선영
- 배급: 박상훈
- 배급: 김미경
- 현장사진: 노상태
- 현장사진: 박민혁
- 디지털색보정: 고은비
- 마케팅홍보: 유은아
- 마케팅홍보: 조혜연
- 마케팅홍보: 황유진
- 마케팅홍보: 임채언
- 온라인마케팅: 이중현
- 온라인마케팅: 김세라
- 온라인마케팅: 이경은
- 온라인디자인: 조상근
- 프리뷰: 이수현
- 프리뷰: 홍유나
- 예고편: 강민구
- 캘리그라피: 신영복
- 감수: 정윤호

## 같이 보기
- 노무현
- 노무현입니다
- 변호인 (영화)